# Edricus spiniger
Edricus spiniger là một loài nhện trong họ Araneidae.
Loài này thuộc chi Edricus. Edricus spiniger được Octavius Pickard-Cambridge miêu tả năm 1890.